# Arnie Mausser
Arnold "Arnie" Mausser (nacido el 28 de febrero de 1954 en Brooklyn, Nueva York) es un exfutbolista estadounidense que jugó como arquero en ocho equipos diferentes de la North American Soccer League desde 1975 hasta 1984. Es considerado como uno de los mejores arqueros estadounidenses que ha tenido en la historia.
Actualmente figura como miembro de la National Soccer Hall of Fame.

## Selección nacional
Jugó 35 partidos con la selección estadounidense entre 1975 a 1985. Debutó el día 24 de junio de 1975 en un amistoso frente a Polonia, encuentro que acabó con una derrota por 0-4. Disputó tres eliminatorias para las copas del mundo. Terminó invicto en 10 ocasiones.

## Clubes
| Club                          | País           | Año         |
| ----------------------------- | -------------- | ----------- |
| Rhode Island Oceaneers        | Estados Unidos | 1974        |
| Hartford Bicentennials        | Estados Unidos | 1975        |
| Tampa Bay Rowdies             | Estados Unidos | 1976        |
| Tampa Bay Rowdies (indoor)    | Estados Unidos | 1976 - 1977 |
| Vancouver Whitecaps           | Canadá         | 1977        |
| Colorado Caribous             | Estados Unidos | 1978        |
| Fort Lauderdale Strikers      | Estados Unidos | 1979 - 1980 |
| New England Tea Men           | Estados Unidos | 1980        |
| Jacksonville Tea Men (indoor) | Estados Unidos | 1980 - 1982 |
| Jacksonville Tea Men          | Estados Unidos | 1981 - 1982 |
| Tampa Bay Rowdies (indoor)    | Estados Unidos | 1983        |
| Team America                  | Estados Unidos | 1983        |
| Tampa Bay Rowdies (indoor)    | Estados Unidos | 1983 - 1984 |
| Tampa Bay Rowdies             | Estados Unidos | 1984        |
| Kansas City Comets (indoor)   | Estados Unidos | 1985        |
| Buffalo Stallions (indoor)    | Estados Unidos | 1985 - 1986 |
| Tampa Bay Rowdies (indoor)    | Estados Unidos | 1986 - 1987 |
| Fort Lauderdale Strikers      | Estados Unidos | 1988 - 1989 |
| Albany Capitals               | Estados Unidos | 1990        |
| Fort Lauderdale Strikers      | Estados Unidos | 1990 - 1992 |